# إميل برنارد (ملحن)
إميل برنارد (بالفرنسية: Émile Bernard)‏ هو عازف الأرغن وملحن فرنسي، ولد في 28 نوفمبر 1843 في مارسيليا في فرنسا، وتوفي في 11 سبتمبر 1902 في باريس في فرنسا.

## وصلات خارجية
- إميل برنارد على موقع ميوزك برينز (الإنجليزية)
- إميل برنارد على موقع أول ميوزيك (الإنجليزية)
- إميل برنارد على موقع ديسكوغز (الإنجليزية)